# Dana Vávrová
Dana Vávrová (9. srpna 1967 Praha – 5. února 2009 Mnichov) byla česká herečka a příležitostná režisérka.

## Životopis
Dana Vávrová se narodila v Praze. Od dětství navštěvovala se svou starší sestrou Hanou dramatický kroužek v Lidové škole umění. V roce 1986 ukončila studium na hudebně-dramatickém oddělení pražské Státní konzervatoře. Stala se dvojnásobnou držitelkou ceny dětského diváka Zlatý dudek za roli ve filmu Ať žijí duchové! a Brontosaurus. Zvítězila v několika anketách o nejpopulárnějšího dětského herce. V 19 letech odjela z Československa do Německa, kde se v roce 1986  provdala za režiséra Josepha Vilsmaiera, s nímž měla dcery Janinu (1986), Theresu (1989) a Josefinu (1992).
Její sestra Hana Heřmánková Vávrová je moderátorka a divadelní manažerka a jejím švagrem herec a ředitel Divadla Bez zábradlí Karel Heřmánek. Byla tetou herce Karla Heřmánka mladšího.
Její první filmovou rolí byla Leontýnka ve filmu Ať žijí duchové!, tuto roli ztvárnila v devíti letech. V průběhu studia na pražské konzervatoři, které přerušila ve čtvrtém ročníku, se objevila v dalších rolích v televizních seriálech My všichni školou povinní a Bambinot.
Za roli Anny ve filmu Podzimní mléko získala německé ocenění Stříbrný pás.
V roce 2008 ji lékaři diagnostikovali rakovinu děložního hrdla. Po nějaké době proběhla metastáze nádoru do jater a plic. Posledních pět dní života strávila na mnichovské klinice.
Zemřela v Mnichově 5. února 2009 v 41 letech na rakovinu. Jako první o její smrti informoval server tz-online.de. Její pohřeb se konal 10. února 2009 v Mnichově. Její rodina potom odjela do Rakouska, aby se vyhnula novinářům.

## Filmografie

### Herečka
- 1976 – Ať žijí duchové! – Leontýnka
- 1977 – Jak se točí Rozmarýny – Zuzana
- 1978 – Vražedné pochybnosti – Jana
- 1978 – Kulový blesk – Knotková ml.
- 1979 – Koncert na konci léta – Magda Dvořáková
- 1979 – Brontosaurus – Dana
- 1980 – Arabela – Červená Karkulka
- 1983 – Levé křídlo – Zdena
- 1983 – Kluk za dvě pětky – Eliška
- 1984 – My všichni školou povinní – Monika
- 1984 – Bambinot – Michaela
- 1984 – Amadeus
- 1988 – Podzimní mléko – Anna
- 1988 – Pan Tau – Alena
- 1992 – Stalingrad – Irina
- 1999 – Početí mého mladšího bratra – Marie
- 2000 – Hurá na medvěda – pošťačka
- 2001 – Zatracení – Michaela Holubová
- 2004 – Kouzelný křišťál – Susanne
- 2008 – Zkáza lodi Gustloff – Lilli Simoneit

### Režisérka
- 1995 – Wie die Zeit vergeht (dokument Německo)
- 1996 – Hlad – Touha po lásce (Německo)
- 2000 – Hurá na medvěda (Německo)
- 2006 – Poslední vlak (Německo)